# Депай, Мемфис
Ме́мфис Депа́й (нидерл. Memphis Depay; нидерландское произношение: [ˈmɛmfɪs dəˈpɑi]; родился 13 февраля 1994 года, Мордрехт) — нидерландский футболист, нападающий клуба «Коринтианс» и национальной сборной Нидерландов. Участник чемпионата мира 2022 и чемпионата Европы 2020. Бронзовый призёр чемпионата мира 2014 и чемпионата Европы 2024.
В 2015 году был признан лучшим молодым игроком мира по версии журнала France Football. Отличается высокой скоростью, дриблингом, мощным ударом и техникой обработки мяча.
Начал свою профессиональную карьеру в ПСВ, где под влиянием Филлипа Коку, в тот момент занимавшего должность главного тренера нидерландского клуба, смог стать игроком основного состава, забив 50 мячей в 124 играх во всех соревнованиях. В сезоне 2014/15 стал лучшим бомбардиром первенства Нидерландов, имея в своём активе 22 гола в 30 играх, что помогло ПСВ выиграть титул чемпиона лиги впервые с 2008 года. Сам Депай по итогам этого сезона был признан талантом года в Нидерландах. В мае 2015 года перешёл в «Манчестер Юнайтед». В сезоне 2015/16 занял третье место по продажам футболок со своим именем во всём мире, впереди были только Лионель Месси и Криштиану Роналду.
На международной арене Мемфис представляет Нидерланды с 15 лет. В 2011 году, находясь в составе сборной Нидерландов до 17 лет, выиграл чемпионат Европы. В составе главной команды дебютировал в 2013 году, а в следующем году занял третье место на чемпионате мира в Бразилии. Занимает второе место по голам в истории национальной сборной Нидерландов, уступая только Робину ван Перси.

## Ранние годы
Мемфис родился в городе Мордрехт, Южная Голландия, в семье ганского иммигранта Денниса и коренной нидерландки Коры. Родители Мемфиса развелись, когда ему было четыре года. На футболке Депая значится его имя Мемфис, а не фамилия — в знак протеста против поступка отца, который бросил их семью.
Футболом Мемфис начал заниматься в местном клубе «Мордрехт». В 2003 году девятилетний Депай перешёл в ряды роттердамской «Спарты». В возрасте 12 лет Мемфис заинтересовал своей игрой скаутов нескольких футбольных клубов, включая ПСВ. Его дед, ранее активно принимавший участие в карьере Депая, посоветовал ему принять предложение именно ПСВ, несмотря на то, что сам был болельщиком «Аякса». Мемфис присоединился к молодёжной системе нидерландского ПСВ в сезоне 2006/07.

## Клубная карьера

### ПСВ
В 2011 году Депая начали привлекать к играм основного состава. 21 сентября 2011 года 17-летний Мемфис впервые вышел в основном составе ПСВ в матче Кубка Нидерландов против любительской команды ВВСБ (8:0). 26 февраля 2012 года в матче против «Фейеноорда» Мемфис дебютировал в Эредивизи. В дебютном сезоне Депай забил 3 гола в 8 матчах чемпионата и 2 мяча в 3 играх Кубка Нидерландов, который в итоге и завоевал вместе с клубом. 29 июня 2012 года Мемфис продлил контракт с первой командой «эйндховенцев», заключив с ними соглашение до 2017 года. В сезоне 2012/13 он вышел на поле в 20 встречах Эредивизи, отличившись двумя забитыми мячами. Вместе с клубом Мемфис второй раз подряд пробился в финал Кубка Нидерландов, где вышел за пять минут до финального свистка вместо Дриса Мертенса, но в этот раз ПСВ выиграть трофей не удалось, и клуб уступил алкмарскому АЗ со счётом 2:1.

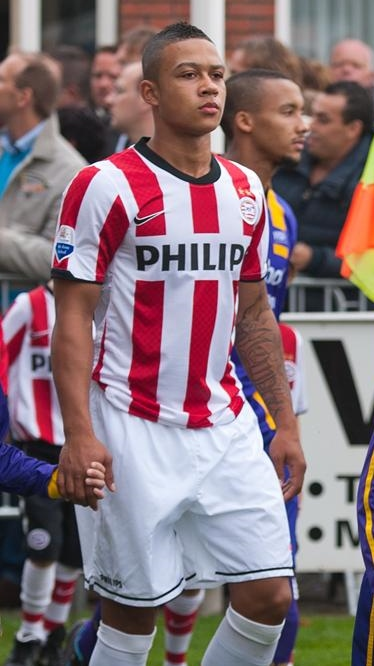
Мемфис Депай в составе ПСВ, 2011 год

В первом матче Лиги чемпионов 2013/14 против «Зюлте-Варегема», окончившемся со счётом 2:0, Депай забил один из голов. ПСВ в итоге не сумел выйти в групповой этап Лиги чемпионов, уступив в четвёртом раунде квалификации «Милану» и получил право на выступление только в Лиге Европы. 3 октября, во втором матче группового этапа Лиги Европы против одесского «Черноморца» Депай забил мяч в самом начале матча и отдал голевую передачу на его последних минутах, но это не помогло ПСВ выйти из группы, так как ответную игру за выход из группы в Эйндховене одесский «Черноморец» у ПСВ выиграл. После этого поражения европейский вояж Депая и его клуба ПСВ в том сезоне закончился. За очередной сезон Эредивизи нидерландский вингер провёл с ПСВ 32 матча и забил 12 мячей. Результативность Депая помогла его клубу занять лишь четвёртое место в таблице национального чемпионата, оставшись без медалей, но попасть в квалификационный раунд Лиги Европы.
После ярко проведённого мирового первенства в Бразилии некоторые СМИ, такие как Metro и The Guardian, всерьёз рассматривали будущее Депая в таких клубах, как «Манчестер Юнайтед» и «Тоттенхэм Хотспур». Однако молодой вингер решил остаться в составе ПСВ. Мемфис начал сезон с гола в ворота «Санкт-Пёльтена» в рамках Лиги Европы, а затем отметился двумя дублями в двух стартовых турах Эредивизи.
После небольшого затишья Депай выдал голевую серию в январе и феврале, забив 5 голов в 4 встречах. Высокая результативность Мемфиса помогла ПСВ оформить чемпионский титул уже в апреле. Завершил вингер сезон 2014/15 тремя голами и двумя голевыми передачами в 4 матчах. По итогам сезона Депай стал лучшим бомбардиром Эредивизи, был признан лучшим молодым игроком и лучшим игроком года в Нидерландах, а также удостоился аналогичных наград на клубном уровне.

### «Манчестер Юнайтед»

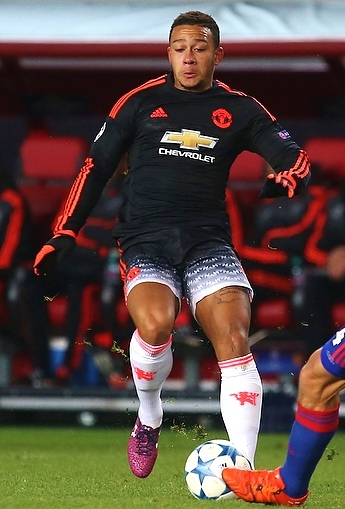
Депай в составе «Манчестер Юнайтед» в матче против московского ЦСКА, 21 октября 2015 года

К концу сезона Депаем вновь заинтересовались европейские гранды, такие как «Манчестер Юнайтед», «Ливерпуль», «Арсенал» и «Пари Сен-Жермен», желавшие подписать контракт с результативным нападающим. 7 мая 2015 года стало известно о достижении договорённости между ПСВ и английским клубом «Манчестер Юнайтед» о трансфере Депая. 12 июня футболист подписал с «Манчестер Юнайтед» контракт на четыре года. Сумма трансфера, по данным BBC Sport, находилась в районе 25—30 млн фунтов. Одним из основных инициаторов сделки стал нидерландский тренер английского клуба Луи ван Гал.
Перед началом сезона Мемфис выбрал себе футболку с номером «7» — этот номер в составе «Юнайтед» ранее использовал Анхель ди Мария, покинувший клуб как раз после прихода Депая. 8 августа 2015 года Мемфис дебютировал в Премьер-лиге в матче против «Тоттенхэм Хотспур». 18 августа он забил свой первый гол в официальных матчах за «Юнайтед», сделав дубль в матче квалификационного раунда Лиги чемпионов с бельгийским клубом «Брюгге». 15 сентября в матче Лиги чемпионов против своего бывшего клуба ПСВ Депай также отметился забитым мячом. 26 сентября в домашнем матче против «Сандерленда» Мемфис забил свой первый гол за «Манчестер Юнайтед» в Премьер-лиге. Всего же в чемпионате Депай провёл 29 матчей, забив в них два мяча. В еврокубках Депай играл более результативно — 5 мячей в 11 играх.
Перед сезоном 2016/17 «Манчестер Юнайтед» вместо ван Гала возглавил португалец Жозе Моуринью, в клуб пришли новые игроки средней линии и атаки (Златан Ибрагимович, Поль Погба, Генрих Мхитарян), одним из ключевых форвардов стал 18-летний Маркус Рашфорд. Уже в сентябре стало ясно, что Моуринью не рассматривает Мемфиса как игрока стартового состава команды. В чемпионате Англии Мемфис лишь 4 раза вышел на замену, в общей сложности проведя на поле около 20 минут.

### «Олимпик Лион»
20 января 2017 года стало известно, что Депай переходит во французский «Лион», о чём сам футболист заявил в своём твиттере. В этот же день сделка была официально подтверждена. Сумма трансфера составила 14,7 млн фунтов при общей сумме возможных бонусов, достигающей ещё 8 миллионов. «Манчестер Юнайтед» сохранял за собой право обратного выкупа футболиста.
За «львов» нидерландец дебютировал 22 января, выйдя на замену в домашней игре 21-го тура Лиги 1 против марсельского «Олимпика» и проведя на поле 11 минут. Игра закончилась победой «Лиона» со счётом 3:1. 8 февраля в поединке против «Нанси» Депай забил свой первый гол за новую команду, а 12 марта в игре против «Тулузы» забил с расстояния в 46 метров от ворот. Позднее Депай сказал, что «это был гол его жизни».
11 августа Депай забил свой первый мяч в чемпионате Франции сезона 2017/18 — это произошло в матче против «Ренна». 26 августа Мемфис оформил дубль в матче 14-го тура чемпионата Франции против «Ниццы» (5:0) — это была седьмая игра лиги подряд, в которой он отметился хотя бы одним голом (против «Ниццы», «Монпелье», «Сент-Этьена», «Метца», «Труа», «Монако» и «Анже»). После этой голевой серии Депаю вновь удалось отличиться забитым мячом лишь в январе — нидерландец появился в матче против «Пари Сен-Жермен» на 69 минуте, заменив Уссема Ауара и отличившись забитым мячом в добавленное время, который в итоге стал победным.

Весной Депай поделился мнением об уровне своей игры: 
Чего мне не хватает, чтобы стать лучшим? Честно говоря, в плане качества игры всё в порядке, мне не хватает лишь стабильности. И это не высокомерие. Я беру на себя риск, иногда принимаю не лучшее решение. Мне нужно брать риск на себя, чтобы стать одним из лучших. Если я хочу быть среди лучших, я не могу играть просто. Я не смогу стать лучшим в мире, играя в «Лионе». Ляказетт был вынужден уйти в «Арсенал», чтобы прогрессировать.
 8 апреля 2018 года в матче против «Метца», выигранном со счётом 5:0, Мемфис поучаствовал во всех пяти голах своей команды. Депай стал первым игроком в пяти сильнейших лигах мира, отдавшим четыре голевые передачи в одном матче с 2013 года, тогда такого же результата достиг испанец Санти Касорла. В последний день сезона 2017/18 в матче против «Ниццы» Депай оформил хет-трик, что позволило «Лиону» победить со счётом 3:2 и получить путёвку в групповой турнир Лиги чемпионов. Этот хет-трик стал вторым по счёту в сезоне для нидерландца.
31 августа, во время матча с «Ниццей», преступники ограбили дом Депая, нанеся нидерландцу ущерб в размере 1,5 млн евро. 5 ноября 2019 года в матче Лиги чемпионов 19/20 против «Бенфики» он забил свой четвёртый гол в четырёх матчах подряд в составе «Лиона». 10 декабря Мемфис забил в ворота «Лейпцига» в матче того же розыгрыша Лиги чемпионов, чем помог «Лиону» завершить его со счётом 2:2 и выйти в раунд плей-офф. В декабре Депай порвал крестообразные связки в матче Лиги 1 против «Ренна», выбыв из-за данной травмы до конца сезона.

### «Барселона»
19 июня 2021 года «Барселона» объявила о переходе Депая, контракт был подписан до лета 2023 года. По словам его бабушки, с четырёхлетнего возраста он мечтал стать игроком каталонцев. 15 августа 2021 года он дебютировал за клуб в чемпионате Испании, выйдя в основном составе на матч первого тура против «Реал Сосьедада» и отметился голевой передачей. Уже через шесть дней, 21 августа 2021 года, Депай забил свой первый мяч за «Барселону», сравняв счёт на 75-й минуте в матче 2-го тура чемпионата Испании против клуба «Атлетик Бильбао» (1:1) с передачи Сержи Роберто. Всего за клуб провёл во всех турнирах 42 матча и забил 14 мячей.

### «Атлетико Мадрид»
20 января 2023 года перешёл в «Атлетико Мадрид», подписав контракт на 2,5 года, сумма трансфера составила около 3—4 миллиона евро. 21 января в матче против «Райо Вальекано» он дебютировал за новый клуб. 12 февраля в поединке против «Сельты» Мемфис забил свой первый гол за «Атлетико Мадрид». 30 июня 2024 года покинул клуб.

### «Коринтианс»
9 сентября 2024 года на правах свободного агента перешёл в бразильский клуб «Коринтианс», подписав контракт до 31 декабря 2026 года.

## Карьера в сборной
В 2011 году вместе со сборной Нидерландов до 17 лет Депай стал победителем чемпионата Европы среди юношей. В финале турнира против сборной Германии, окончившемся со счётом 5:2, он забил один из голов своей команды.
6 июня 2013 года Мемфис дебютировал в составе молодёжной сборной Нидерландов в матче против Германии на чемпионате Европы. В поединке с молодёжной сборной Испании Депай единственный раз на этом турнире вышел в основном составе, который проиграл матч со счётом 3:0. В итоге на чемпионате Европы Депай провёл три матча и помог команде выйти из группы, но в полуфинале нидерландцы потерпели поражение от молодёжной сборной Италии.
15 октября 2013 года в матче квалификационного раунда чемпионата мира 2014 года против сборной Турции Депай впервые вышел на поле в составе основной сборной Нидерландов, заменив на последней минуте матча Джермейна Ленса.

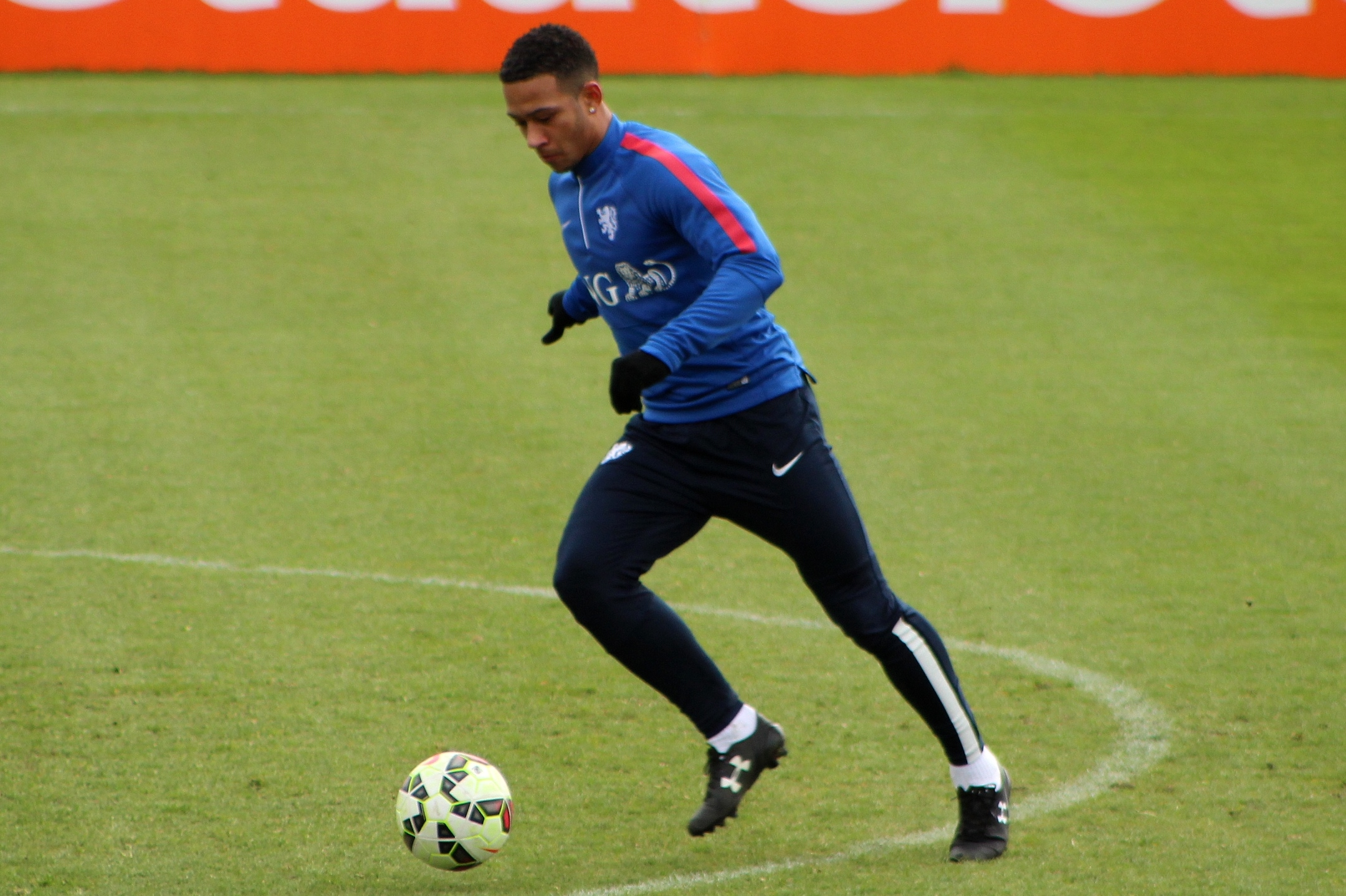
Мемфис Депай на тренировке сборной Нидерландов в марте 2015 года

В 2014 году Мемфис был включён в заявку национальной команды на чемпионат мира в Бразилии. 18 июня в матче группового этапа против сборной Австралии он заменил в конце первого тайма Бруну Мартинса Инди, за оставшееся время игры отдав голевую передачу на Робина Ван Перси и забив победный гол. Таким образом, Мемфис стал самым молодым нидерландцем, забившим мяч на чемпионатах мира. В заключительной встрече группового этапа против сборной Чили Депай снова вышел на замену и в конце поединка забил гол, воспользовавшись прострелом Арьена Роббена.
По итогам турнира сборная Нидерландов заняла третье место. 11 июля Депай был включён в список трёх номинантов на звание «Лучший молодой игрок турнира», вместе с французами Полем Погба и Рафаэлем Вараном, но эта награда нидерландцу не досталась — её получил Погба.

Первый гол за сборную после чемпионата мира Депай забил 5 июня 2015 года, в товарищеском матче против сборной США на «Амстердам Арене». В октябре 2015 года он поссорился с партнёром по сборной Робином ван Перси на одной из тренировок перед матчем со сборной Казахстана, и в прессе появились предположения, что тот не попал в стартовый состав команды из-за этого конфликта. Тренер нидерландской сборной Данни Блинд заявил по поводу возникшей ситуации следующее: 
Тяжёлая ситуация, но она не имеет ничего общего с моим решением не ставить Робина в основной состав. Он не в идеальной форме, но с чехами может выйти на поле. Решение принимаю я.
 В следующем месяце и Депай, и ван Перси не были вызваны в состав сборной на матч против сборной Уэльса. В квалификационном турнире чемпионата Европы 2016 года Депай провёл 8 матчей, ни в одном из них не отличившись забитым мячом. Сборная Нидерландов заняла третье место в группе А и не попала в финальную стадию турнира.
В матчах квалификационного раунда чемпионата мира 2018 года Мемфис провёл 4 матча, в которых забил три мяча, но сборная Нидерландов вновь не смогла квалифицироваться, заняв третье место в своей группе.
В 2021 году Депай принял участие в чемпионате Европы. На турнире он сыграл в матчах против сборных Украины, Австрии, Северной Македонии и Чехии. В поединках против австрийцев и северомакедонцев Мемфис забил по голу.
В 2022 году Депай во второй раз принял участие в чемпионате мира в Катаре. На турнире он принял участие в матчах против сборных США, Аргентины, Эквадора, Сенегала и Катара. В поединке против американцев Мемфис забил гол.

## Стиль игры

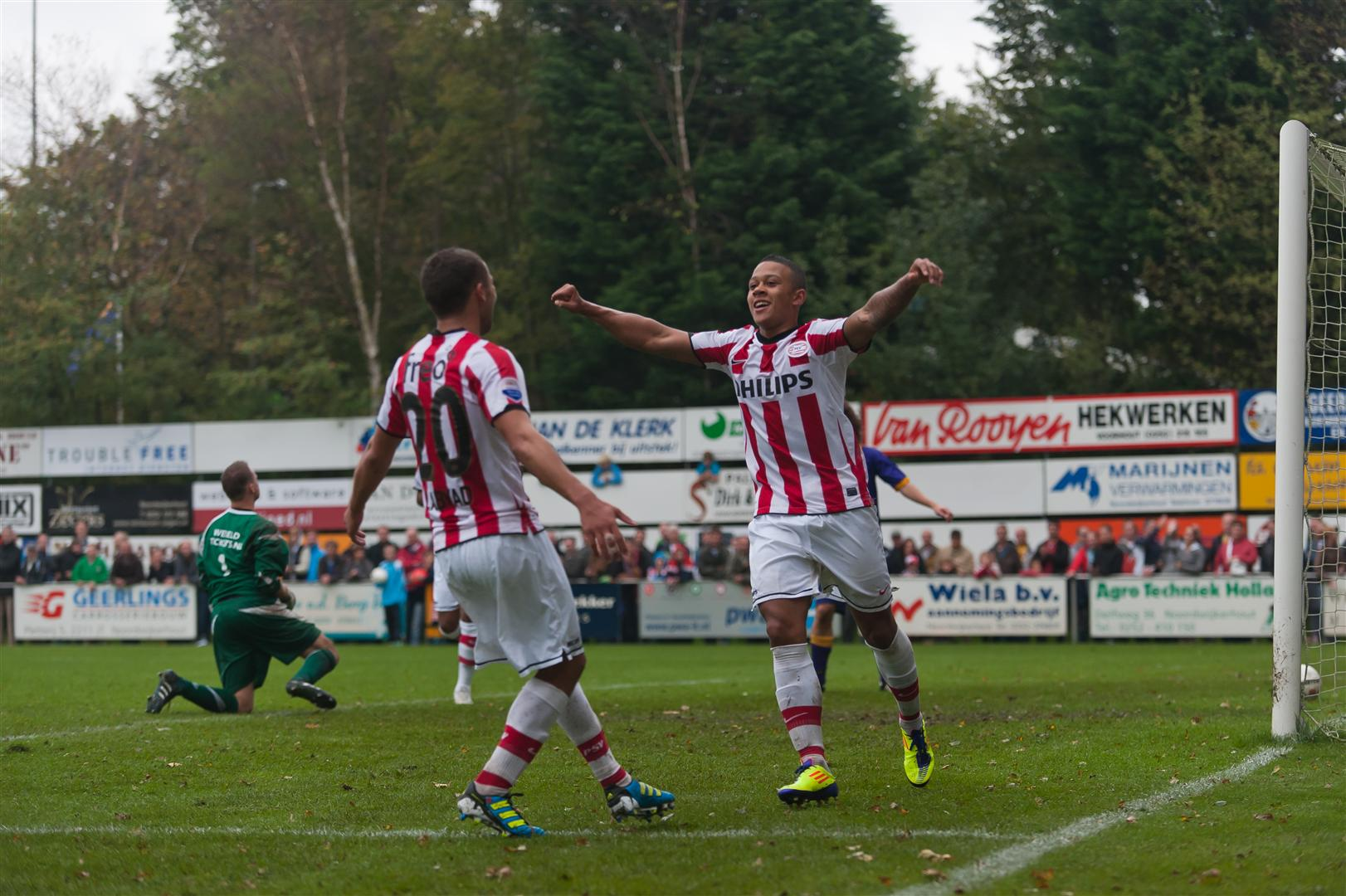
Мемфис Депай и Закария Лабьяд празднуют забитый мяч, 2011 год

Во время игры Депая в ПСВ тренер нидерландского клуба отметил, что Мемфис «очень злой», из-за чего ему приходится прибегать к лайф-коучингу, чтобы достичь душевного покоя. В апреле 2015 года The Daily Telegraph отметила, что, несмотря на то, что у Депая мощный удар с правой, его чаще ставят на позицию оттянутого левого вингера. Газета назвала его скоростным и хитрым игроком, чьи проходы доставляют проблемы защите. Депая часто критикуют за удары по воротам в ситуациях, когда он мог бы отдать передачу на партнёра. Мемфис часто был основным исполнителем свободных и штрафных ударов в своих командах. В сезоне 2014/15 он был одним из лучших исполнителей подобных ударов во всей Европе: из 33 попыток Депаю удалось реализовать 7.
Бывший главный тренер «Эвертона» и нынешний главный тренер сборной Нидерландов Рональд Куман перед переходом в «Манчестер» назвал Депая «большим талантом», в то же время заметив, что английский чемпионат может быть труден для него на физическом и ментальном уровнях. Бывший защитник «Уиган Атлетик» и «Портсмута» Арьян де Зеув заявил: «Люди считают Мемфиса слегка заносчивым, слишком самоуверенным, но я думаю, что он очень хороший, перспективный, сильный и быстрый игрок, у него большие способности».
Нидерландский журналист Тейс Слегерс сравнил Депая с Криштиану Роналду: «Мемфис немного похож на Криштиану, у них схожие качества, хотя, конечно, есть области, в которых Мемфис уступает. Однако главное сходство с Криштиану я вижу в его решимости быть лучшим». Как и в случае Роналду, в Депае сочетаются технические способности с физической силой.

## Личная жизнь
На теле Депая есть множество татуировок, включая татуировку в честь его деда, который умер вскоре после 15-летия Мемфиса. После забитого мяча в ворота сборной Австралии на чемпионате мира 2014 года в Бразилии Депай поцеловал эту татуировку и указал на небо, посвятив свой гол покойному деду. В 2016 году на левой стороне торса Мемфиса появилась ещё одна татуировка на эту тему — изображение статуи Христа-Искупителя и дата 18.06.14 — день памятного матча против австралийской сборной на мундиале в Бразилии. На внутренней стороне губы нидерландца есть татуировка со словом «succesvol», что переводится как «успешный». На торсе Депая также вытатуирована фраза «dream chaser» — «ловец мечты».
В июне 2017 года стало известно, что Депай состоит в отношениях с Лори Харви, младшей дочерью американского актёра Стива Харви.
Депай занимается музыкой, 26 декабря 2018 года на YouTube вышел его клип на собственный сингл No love.

## Достижения

### Командные
ПСВ
- Чемпион Нидерландов: 2014/15
- Обладатель Кубка Нидерландов: 2011/12
- Обладатель Суперкубка Нидерландов: 2012

«Манчестер Юнайтед»
- Обладатель Кубка Англии: 2015/16

«Барселона»
- Чемпион Испании: 2022/23
- Обладатель Суперкубка Испании: 2022/23

Сборная Нидерландов
- Чемпион Европы (до 17 лет): 2011[79]
- Бронзовый призёр чемпионата мира: 2014[121]

### Личные
- Лучший бомбардир Эредивизи: 2014/15 (22 мяча)[30]
- Приз Йохана Кройфа: 2014/15[122]
- Лучший молодой игрок мира по версии France Football: 2015[4]
- Гол года в Лиге 1: 2017, матч против «Тулузы»[123]
- Игрок месяца в Лиге 1: апрель 2018[124]

## Статистика выступлений

### Клубная статистика
| Выступление       | Выступление      | Выступление      | Лига | Лига | Кубок страны | Кубок страны | Кубок лиги | Кубок лиги | Еврокубки | Еврокубки | Прочие | Прочие | Итого | Итого |
| Клуб              | Лига             | Сезон            | Игры | Голы | Игры         | Голы         | Игры       | Голы       | Игры      | Голы      | Игры   | Голы   | Игры  | Голы  |
| ----------------- | ---------------- | ---------------- | ---- | ---- | ------------ | ------------ | ---------- | ---------- | --------- | --------- | ------ | ------ | ----- | ----- |
| ПСВ               | Эредивизи        | 2011/12          | 8    | 3    | 3            | 2            | —          | —          | 0         | 0         | 0      | 0      | 11    | 5     |
| ПСВ               | Эредивизи        | 2012/13          | 20   | 2    | 4            | 1            | —          | —          | 5         | 0         | 1      | 0      | 30    | 3     |
| ПСВ               | Эредивизи        | 2013/14          | 32   | 12   | 1            | 0            | —          | —          | 10        | 2         | 0      | 0      | 43    | 14    |
| ПСВ               | Эредивизи        | 2014/15          | 30   | 22   | 1            | 0            | —          | —          | 9         | 6         | 0      | 0      | 40    | 28    |
| ПСВ               | Итого            | Итого            | 90   | 39   | 9            | 3            | —          | —          | 24        | 8         | 1      | 0      | 124   | 50    |
| Манчестер Юнайтед | Премьер-лига     | 2015/16          | 29   | 2    | 3            | 0            | 2          | 0          | 11        | 5         | —      | —      | 45    | 7     |
| Манчестер Юнайтед | Премьер-лига     | 2016/17          | 4    | 0    | —            | —            | 1          | 0          | 3         | 0         | —      | —      | 8     | 0     |
| Манчестер Юнайтед | Итого            | Итого            | 33   | 2    | 3            | 0            | 3          | 0          | 14        | 5         | —      | —      | 53    | 7     |
| Олимпик Лион      | Лига 1           | 2016/17          | 17   | 5    | 1            | 0            | —          | —          | —         | —         | —      | —      | 18    | 5     |
| Олимпик Лион      | Лига 1           | 2017/18          | 36   | 19   | 4            | 0            | 1          | 0          | 10        | 3         | —      | —      | 51    | 22    |
| Олимпик Лион      | Лига 1           | 2018/19          | 36   | 10   | 2            | 1            | 1          | 0          | 8         | 1         | —      | —      | 47    | 12    |
| Олимпик Лион      | Лига 1           | 2019/20          | 13   | 9    | 0            | 0            | 1          | 0          | 8         | 6         | —      | —      | 22    | 15    |
| Олимпик Лион      | Лига 1           | 2020/21          | 37   | 20   | 3            | 2            | —          | —          | —         | —         | —      | —      | 40    | 22    |
| Олимпик Лион      | Итого            | Итого            | 139  | 63   | 10           | 3            | 3          | 0          | 26        | 10        | —      | —      | 178   | 76    |
| Барселона         | Ла Лига          | 2021/22          | 28   | 12   | —            | —            | —          | —          | 9         | 1         | 1      | 0      | 38    | 13    |
| Барселона         | Ла Лига          | 2022/23          | 2    | 1    | 1            | 0            | —          | —          | 1         | 0         | 0      | 0      | 4     | 1     |
| Барселона         | Итого            | Итого            | 30   | 13   | 1            | 0            | —          | —          | 10        | 1         | 1      | 0      | 42    | 14    |
| Атлетико Мадрид   | Ла Лига          | 2022/23          | 8    | 4    | 1            | 0            | —          | —          | —         | —         | —      | —      | 9     | 4     |
| Атлетико Мадрид   | Ла Лига          | 2023/24          | 23   | 5    | 5            | 3            | —          | —          | 3         | 1         | —      | —      | 31    | 9     |
| Атлетико Мадрид   | Итого            | Итого            | 31   | 9    | 6            | 3            | —          | —          | 3         | 1         | —      | —      | 40    | 13    |
| Коринтианс        | Серия A          | 2024             | 0    | 0    | 0            | 0            | —          | —          | 0         | 0         | 0      | 0      | 0     | 0     |
| Коринтианс        | Итого            | Итого            | 0    | 0    | 0            | 0            | —          | —          | 0         | 0         | 0      | 0      | 0     | 0     |
| Всего за карьеру  | Всего за карьеру | Всего за карьеру | 323  | 126  | 29           | 9            | 6          | 0          | 77        | 25        | 2      | 0      | 437   | 160   |

1. ↑  Кубок Нидерландов, Кубок Англии, Кубок Франции, Кубок Испании.
2. ↑  Кубок Английской футбольной лиги, Кубок французской лиги.
3. ↑  Лига чемпионов УЕФА, Лига Европы УЕФА.
4. ↑  Суперкубок Нидерландов, Суперкубок Испании.

### Список матчей за сборную
| Матчи Мемфиса Депая за сборную Нидерландов | Матчи Мемфиса Депая за сборную Нидерландов | Матчи Мемфиса Депая за сборную Нидерландов | Матчи Мемфиса Депая за сборную Нидерландов | Матчи Мемфиса Депая за сборную Нидерландов | Матчи Мемфиса Депая за сборную Нидерландов |
| №                                          | Дата                                       | Соперник                                   | Счёт                                       | Голы Депая                                 | Соревнование                               |
| ------------------------------------------ | ------------------------------------------ | ------------------------------------------ | ------------------------------------------ | ------------------------------------------ | ------------------------------------------ |
| 1                                          | 15 октября 2013                            | Турция                                     | 2:0                                        |                                            | Квалификация ЧМ-2014                       |
| 2                                          | 16 ноября 2013                             | Япония                                     | 2:2                                        |                                            | Товарищеский матч                          |
| 3                                          | 19 ноября 2013                             | Колумбия                                   | 0:0                                        |                                            | Товарищеский матч                          |
| 4                                          | 5 марта 2014                               | Франция                                    | 0:2                                        |                                            | Товарищеский матч                          |
| 5                                          | 17 мая 2014                                | Эквадор                                    | 1:1                                        |                                            | Товарищеский матч                          |
| 6                                          | 31 мая 2014                                | Гана                                       | 1:0                                        |                                            | Товарищеский матч                          |
| 7                                          | 18 июня 2014                               | Австралия                                  | 3:2                                        | 68′                                        | ЧМ-2014. Групповой этап                    |
| 8                                          | 23 июня 2014                               | Чили                                       | 2:0                                        | 90+2′                                      | ЧМ-2014. Групповой этап                    |
| 9                                          | 29 июня 2014                               | Мексика                                    | 2:1                                        |                                            | ЧМ-2014. 1/8 финала                        |
| 10                                         | 6 июля 2014                                | Коста-Рика                                 | 0:0 (п. 4:3)                               |                                            | ЧМ-2014. 1/4 финала                        |
| 11                                         | 9 сентября 2014                            | Чехия                                      | 1:2                                        |                                            | Квалификация ЧЕ-2016                       |
| 12                                         | 12 ноября 2014                             | Мексика                                    | 2:3                                        |                                            | Товарищеский матч                          |
| 13                                         | 16 ноября 2014                             | Латвия                                     | 6:0                                        |                                            | Квалификация ЧЕ-2016                       |
| 14                                         | 28 марта 2015                              | Турция                                     | 1:1                                        |                                            | Квалификация ЧЕ-2016                       |
| 15                                         | 31 марта 2015                              | Испания                                    | 2:0                                        |                                            | Товарищеский матч                          |
| 16                                         | 5 июня 2015                                | США                                        | 3:4                                        | 53′                                        | Товарищеский матч                          |
| 17                                         | 12 июня 2015                               | Латвия                                     | 2:0                                        |                                            | Квалификация ЧЕ-2016                       |
| 18                                         | 3 сентября 2015                            | Исландия                                   | 0:1                                        |                                            | Квалификация ЧЕ-2016                       |
| 19                                         | 6 сентября 2015                            | Турция                                     | 0:3                                        |                                            | Квалификация ЧЕ-2016                       |
| 20                                         | 10 октября 2015                            | Казахстан                                  | 2:1                                        |                                            | Квалификация ЧЕ-2016                       |
| 21                                         | 13 октября 2015                            | Чехия                                      | 2:3                                        |                                            | Квалификация ЧЕ-2016                       |
| 22                                         | 25 марта 2016                              | Франция                                    | 2:3                                        |                                            | Товарищеский матч                          |
| 23                                         | 29 марта 2016                              | Англия                                     | 2:1                                        |                                            | Товарищеский матч                          |
| 24                                         | 27 мая 2016                                | Ирландия                                   | 1:1                                        |                                            | Товарищеский матч                          |
| 25                                         | 10 октября 2016                            | Франция                                    | 0:1                                        |                                            | Квалификация ЧМ-2018                       |
| 26                                         | 9 ноября 2016                              | Бельгия                                    | 1:1                                        |                                            | Товарищеский матч                          |
| 27                                         | 13 ноября 2016                             | Люксембург                                 | 3:1                                        | 58′, 84′                                   | Квалификация ЧМ-2018                       |
| 28                                         | 28 марта 2017                              | Италия                                     | 1:2                                        |                                            | Товарищеский матч                          |
| 29                                         | 31 мая 2017                                | Марокко                                    | 2:1                                        |                                            | Товарищеский матч                          |
| 30                                         | 4 июня 2017                                | Кот-д’Ивуар                                | 5:0                                        |                                            | Товарищеский матч                          |
| 31                                         | 9 июня 2017                                | Люксембург                                 | 5:0                                        |                                            | Квалификация ЧМ-2018                       |
| 32                                         | 7 октября 2017                             | Беларусь                                   | 3:1                                        | 90+3′                                      | Квалификация ЧМ-2018                       |
| 33                                         | 9 ноября 2017                              | Шотландия                                  | 1:0                                        | 40′                                        | Товарищеский матч                          |
| 34                                         | 14 ноября 2017                             | Румыния                                    | 3:0                                        | 47′                                        | Товарищеский матч                          |
| 35                                         | 23 марта 2018                              | Англия                                     | 0:1                                        |                                            | Товарищеский матч                          |
| 36                                         | 26 марта 2018                              | Португалия                                 | 3:0                                        | 11′                                        | Товарищеский матч                          |
| 37                                         | 31 мая 2018                                | Словакия                                   | 1:1                                        |                                            | Товарищеский матч                          |
| 38                                         | 4 июня 2018                                | Италия                                     | 1:1                                        |                                            | Товарищеский матч                          |
| 39                                         | 6 сентября 2018                            | Перу                                       | 2:1                                        | 60′, 83′                                   | Товарищеский матч                          |
| 40                                         | 9 сентября 2018                            | Франция                                    | 1:2                                        |                                            | Лига наций 2018/19                         |
| 41                                         | 13 октября 2018                            | Германия                                   | 3:0                                        | 87′                                        | Лига наций 2018/19                         |
| 42                                         | 16 октября 2018                            | Бельгия                                    | 1:1                                        |                                            | Товарищеский матч                          |
| 43                                         | 16 ноября 2018                             | Франция                                    | 2:0                                        | 90+6′ (пен.)                               | Лига наций 2018/19                         |
| 44                                         | 19 ноября 2018                             | Германия                                   | 2:2                                        |                                            | Товарищеский матч                          |
| 45                                         | 21 марта 2019                              | Беларусь                                   | 4:0                                        | 1′, 55′ (пен.)                             | Квалификация ЧЕ-2020                       |
| 46                                         | 24 марта 2019                              | Германия                                   | 2:3                                        | 63′                                        | Квалификация ЧЕ-2020                       |
| 47                                         | 6 июня 2019                                | Англия                                     | 3:1                                        |                                            | Лига наций 2018/19. Финальная стадия       |
| 48                                         | 9 июня 2019                                | Португалия                                 | 0:1                                        |                                            | Лига наций 2018/19. Финал                  |
| 49                                         | 6 сентября 2019                            | Германия                                   | 4:2                                        |                                            | Квалификация ЧЕ-2020                       |
| 50                                         | 9 сентября 2019                            | Эстония                                    | 4:0                                        | 76′                                        | Квалификация ЧЕ-2020                       |
| 51                                         | 10 октября 2019                            | Северная Ирландия                          | 3:1                                        | 80′, 90+4′                                 | Квалификация ЧЕ-2020                       |
| 52                                         | 19 ноября 2019                             | Эстония                                    | 5:0                                        |                                            | Квалификация ЧЕ-2020                       |
| 53                                         | 4 сентября 2020                            | Польша                                     | 1:0                                        |                                            | Лига наций 2020/21                         |
| 54                                         | 7 сентября 2020                            | Италия                                     | 0:1                                        |                                            | Лига наций 2020/21                         |
| 55                                         | 7 октября 2020                             | Мексика                                    | 0:1                                        |                                            | Товарищеский матч                          |
| 56                                         | 14 октября 2020                            | Италия                                     | 1:1                                        |                                            | Лига наций 2020/21                         |
| 57                                         | 11 ноября 2020                             | Испания                                    | 1:1                                        |                                            | Товарищеский матч                          |
| 58                                         | 15 ноября 2020                             | Босния и Герцеговина                       | 3:1                                        | 55′                                        | Лига наций 2020/21                         |
| 59                                         | 18 ноября 2020                             | Польша                                     | 2:1                                        | 77′ (пен.)                                 | Лига наций 2020/21                         |
| 60                                         | 24 марта 2021                              | Турция                                     | 2:4                                        |                                            | Квалификация ЧМ-2022                       |
| 61                                         | 27 марта 2021                              | Латвия                                     | 2:0                                        |                                            | Квалификация ЧМ-2022                       |
| 62                                         | 30 марта 2021                              | Гибралтар                                  | 7:0                                        | 61′, 88′                                   | Квалификация ЧМ-2022                       |
| 63                                         | 2 июня 2021                                | Шотландия                                  | 2:2                                        | 17′, 89′                                   | Товарищеский матч                          |
| 64                                         | 6 июня 2021                                | Грузия                                     | 3:0                                        | 10′ (пен.)                                 | Товарищеский матч                          |
| 65                                         | 13 июня 2021                               | Украина                                    | 3:2                                        |                                            | ЧЕ-2020. Групповой этап                    |
| 66                                         | 17 июня 2021                               | Австрия                                    | 2:0                                        | 11′                                        | ЧЕ-2020. Групповой этап                    |
| 67                                         | 21 июня 2021                               | Северная Македония                         | 3:0                                        | 24′                                        | ЧЕ-2020. Групповой этап                    |
| 68                                         | 27 июня 2021                               | Чехия                                      | 0:2                                        |                                            | ЧЕ-2020. 1/8 финала                        |
| 69                                         | 1 сентября 2021                            | Норвегия                                   | 1:1                                        |                                            | Квалификация ЧМ-2022                       |
| 70                                         | 4 сентября 2021                            | Черногория                                 | 4:0                                        | 38′, 62′                                   | Квалификация ЧМ-2022                       |
| 71                                         | 7 сентября 2021                            | Турция                                     | 6:1                                        | 16′, 38′ (пен.), 54′                       | Квалификация ЧМ-2022                       |
| 72                                         | 8 октября 2021                             | Латвия                                     | 1:0                                        |                                            | Квалификация ЧМ-2022                       |
| 73                                         | 11 октября 2021                            | Гибралтар                                  | 6:0                                        | 21′, 45′ (пен.)                            | Квалификация ЧМ-2022                       |
| 74                                         | 13 ноября 2021                             | Черногория                                 | 2:2                                        | 25′ (пен.), 54′                            | Квалификация ЧМ-2022                       |
| 75                                         | 16 ноября 2021                             | Норвегия                                   | 2:0                                        | 90+1′                                      | Квалификация ЧМ-2022                       |
| 76                                         | 26 марта 2022                              | Дания                                      | 4:2                                        | 37′ (пен.)                                 | Товарищеский матч                          |
| 77                                         | 29 марта 2022                              | Германия                                   | 1:1                                        |                                            | Товарищеский матч                          |
| 78                                         | 3 июня 2022                                | Бельгия                                    | 4:1                                        | 51′, 65′                                   | Лига наций 2022/23                         |
| 79                                         | 11 июня 2022                               | Польша                                     | 2:2                                        |                                            | Лига наций 2022/23                         |
| 80                                         | 14 июня 2022                               | Уэльс                                      | 3:2                                        | 90+3′                                      | Лига наций 2022/23                         |
| 81                                         | 22 сентября 2022                           | Польша                                     | 2:0                                        |                                            | Лига наций 2022/23                         |
| 82                                         | 21 ноября 2022                             | Сенегал                                    | 2:0                                        |                                            | ЧМ-2022. Групповой этап                    |
| 83                                         | 25 ноября 2022                             | Эквадор                                    | 1:1                                        |                                            | ЧМ-2022. Групповой этап                    |
| 84                                         | 29 ноября 2022                             | Катар                                      | 2:0                                        |                                            | ЧМ-2022. Групповой этап                    |
| 85                                         | 3 декабря 2022                             | США                                        | 3:1                                        | 10′                                        | ЧМ-2022. 1/8 финала                        |
| 86                                         | 9 декабря 2022                             | Аргентина                                  | 2:2 (п. 3:4)                               |                                            | ЧМ-2022. 1/4 финала                        |
| 87                                         | 24 марта 2023                              | Франция                                    | 0:4                                        |                                            | Квалификация ЧЕ-2024                       |
| 88                                         | 27 марта 2023                              | Гибралтар                                  | 3:0                                        | 23′                                        | Квалификация ЧЕ-2024                       |

Итого: 88 матчей / 44 гола; 49 побед, 20 ничьих, 19 поражений.